# 椿彩奈
椿彩奈（1984年7月15日—），本名中村有里，日本跨性别女藝人、時裝模特兒，出生於東京都，身高165公分，血型為O型，畢業於青山學院大學法語文學系。所屬經紀公司為Horipro。

## 概要
- 出生为雄激素性征，有性别不安情结。2004年，當時20歲的中村雄一郎選擇從大學休學（2007年復學）。及後為籌募經費進行性別重置手術，曾於新宿區歌舞伎町的酒廊（ショーパブ，showpub）上班。
- 2006年單身遠赴泰國接受手術[3]，而此事則由在酒廊任職的「領班」（ママ）向其家長透露。
- 休學期間，在酒廊工作時開始起用椿姬彩菜一名，直至2017年改用日語同音的椿彩奈。

## 簡歷
- 2005年，辛酸なめ子（日语：辛酸なめ子）出版《新譯小王子》（日语：「新」訳 星の王子さま』），椿姬協助法語翻譯。
- 2006年，時裝雜誌《小惡魔ageha》刊載由椿姬擔任「跨性別模特兒」（ニューハーフモデル）的照片。另外，椿姬在FM東京電臺節目《WONDERFUL WORLD（日语：WONDERFUL WORLD）》中定期參與演出。
- 2007年至2008年，曾於《爽快情報バラエティー スッキリ!!（日语：爽快情報バラエティー スッキリ!!）》、《FNNスーパーニュース（日语：FNNスーパーニュース）》及《サタデースクランブル（日语：サタデースクランブル）》等電視節目亮相，因而獲得公眾認識。2007年8月，《別冊ageha》刊載以其半生為題的專輯「椿姫彩菜物語」。
- 2008年，椿姬參與多項ageha模特兒以外的工作，包括，
  - 2月，為アメイズビューティー（Amaze Beauty）公司旗下產品《ヒートジュエル》（Heat Jewel）唇彩（lipgloss）擔任模特兒。[4]
  - 4月17日，富士電視臺節目《近未来予報ツギクル》加入「椿姫彩菜の花予報」環節，椿姬首次獲得定期出演機會，並從此以藝人身份亮相綜藝節目。
  - 4月，與菅野結以及武藤静香兩位模特兒聯合零食制造商「ちぼり」共同開發糖果品牌「Gateau de Fee」，並一同制作糖果，第一項推出之商品為「メレンゲハートショコラ」（Meringue Heart Chocolate，一種心型的酥皮巧克力糖果）。[5]
  - 5月12日，發表限量發行歌曲「Heartsleep」，並負責曲中鋼琴演奏及心臟聲取樣混音（sampling）部分。
  - 6月10日，自傳《わたし、男子校出身です。》（中文譯名：我是男校畢業的女生）出版。

## 外部連結
- 椿姫彩菜官方網站（日語）
- 椿姫彩菜Official Blog「きっとLa vie en rose」 （页面存档备份，存于）（日語）